# Západní Ázerbájdžán
Západní Ázerbájdžán ( persky استان آذربایجان غربی‎ ázerbájdžánsky غربی آذربایجان / Qərbi Azərbaycan kurdsky : Azirbaycanî Rojeva / ئازەربایجانا رۆژاڤا) je íránská provincie nacházející se v severozápadní části země. Sousedí s Tureckem, Irákem, Ázerbájdžánem (s  Nachičevanskou autonomní republikou, vnitrozemskou exklávou Ázerbájdžánu) a provinciemi Východní Ázerbájdžán, Zandžán a Kurdistán.
Provincie se rozkládá na ploše 37 437 km². K roku 2016 žije v provincii 3 265 219 obyvatel. Hlavním městem je Orumíje.